# Bengt Jelvefors

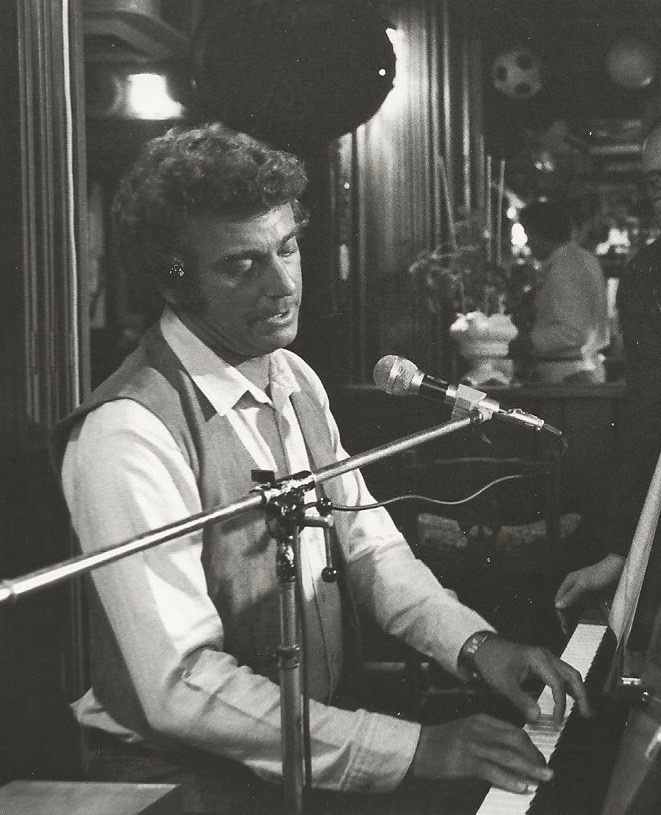
Bengt Jelvefors under inspelningen av albumet "Näsvisor" 1980 på William Shakespeare Pub i Höllviken.

Bengt Gunnar Jelvefors, född 21 oktober 1939 i Malmö Sankt Pauli församling, Malmöhus län, avliden i Norrköping 14 maj 2025, var en svensk pianist, munspelare, kompositör och textförfattare inom jazz- och vismusik.
Jelvefors var under flera år musikalisk ledare på Riksteatern. Men han är mest känd för sitt humoristiska visalbum Näsvisor från 1980. Flera bekanta svenska artister har använt Jelvefors kompositioner och gjort nyproduktioner. Bengt Jelvefors har också medverkat som pianist i flera underhållningsprogram i SVT på 1970-talet.

## Biografi
Bengt Jelvefors (som i unga år var känd ur namnet Bengt ”Lillen” Jönsson) började redan som 14-åring uppträda på den skånska jazzscenen.
1953-54 var han husbandspianist på Studio 52 i Lund, en jazzclub som startades av Björn Fremer i AF-borgens källare, där både lokala artister och internationella stjärnor uppträdde.
1966-67 var Bengt Jelvefors kapellmästare på Arkadens dansrestaurang i Malmö.
Från 1967 till 1971 var Jelvefors musikalisk ledare på Riksteatern.
I den rollen var han bland annat med och satte upp Hasse och Tages ”Å, vilken härlig fred!” (1967). Jelvefors skrev musiken till ” En midsommarnattsdröm” (1969), och skrev arrangemangen för Västerås Symfoniorkester som var med och framförde ”Jorden Runt på 80 dagar” (1970).  Efter ”Sandlådan” (1971) lämnade Jelvefors Riksteatern och  blev frilansmusiker.
Bengt Jelvefors var musikalisk ledare för uppsättningen av teaterrevyn ”Oh! Calcutta!" 1971 på Folkan i Stockholm. Bland skådespelarna fanns bland andra Ulf Brunnberg och Tor Isedal, och det stora publikintresset gjorde att speltiden förlängdes, revyn fick flyttas till Sergelteatern och spelades där till 1972.
Som låtskrivare är Bengt Jelvefors mest uppskattad för sitt album "Näsvisor", utgivet 1980. Albumet består av en samling humoristiska visor med anknytning till Höllviken och Falsterbonäset. Spåret ” Höllvikens frivilliga brandkår” är en av de visor som har spelats in på nytt av artister som Hasse Andersson, Östen Warnerbring och Mikael Neumann.
Bengt Jelvefors har även skrivit musik till Åke Arenhill, exempelvis till Arenhills album Lever du fortfarande (1978)
Under 1970-talet medverkade Bengt Jelvefors som pianist i flera svenska underhållningsprogram.
Bland annat var han husbandspianist i Sicken Vicka (1976), med programledaren Lasse Holmqvist.
19 juni 2019 tilldelades Bengt Jelvefors Johnny Bode-stipendiet för sin musikaliska gärning som skånsk viskompositör.

## Diskografi

### Medverkar
- 1978 – "Lever du fortfarande?" (Markant).[3]

- 1985 – Ät aldrig korv! (Frituna).[4]

- Precis som jag?.[5]

## Kompositioner
- Höllvikens frivilliga brandkår. Skriven tillsammans med Britt-Marie McDowell.[4]

- Nu är det vår. Skriven tillsammans med Peter Winberg och Lotta Winberg.[6]

- Älgen är lös. Skriven tillsammans med Britt-Marie McDowell.[7]